# Od
Se OD för andra betydelser.
Od (fornvästnordiska Óðr, kanske ”den extatiskt rasande”) är i nordisk mytologi make till Freja. Od uppvisar flera likheter med Oden, även om kopplingen dem emellan är oklar.
Od har tillsammans med Freja döttrarna Gersimi och Hnoss. När Od lämnar Freja för att dra ut på långa färder gråter hon tårar av rött guld. 

## Källtexterna
Källorna har ytterst få uppgifter om Od. Den ende som har något att berätta om honom är Snorre Sturlasson. I kapitel 35 av Gylfaginning finns en numrerad lista över asynjor. Om den sjätte av dessa – gudinnan Freja – kan läsas följande:
| ” | Freja är den förnämsta efter Frigg. Hon gifte sig med en man som heter Od. Deras dotter heter Hnoss. Hon är så vacker, att efter hennes namn kallar man sådant som är vackert och värdefullt för hnossir. Od for bort på långa färder. Freja gråter efter honom och hennes tårar är rött guld. Freja har många namn, och orsaken är att hon kallade sig för olika namn när hon färdades bland främmande folk och letade efter Od. Hon heter Mardöll och Hörn, Gefn och Syr. (– – –) Hon kallas också Vanadis. | „ |

Samma historia antyds kortfattat i en þula, som är bifogad Skáldskaparmál. Också här nämns Frejas guldtårar samt de namn hon använde då hon irrade runt i sitt sökande efter Od. Men i sista raden har hon blivit tvåbarnsmor: ”Hennes döttrar är Hnoss och Gersime,” står det. Båda namnen betyder dock samma sak (”dyrbarhet, klenod”), varför det ena kan stå som heite för det andra. Gersime är bara en poetisk variant av Hnoss.
Od och Freja figurerar också i tionde kapitlet av Ynglingasagan. Men här är framställningen euhemeristisk. Freja beskrivs som en högättad prästinna som levde för länge sedan. Hennes man hette Od och de hade två fagra döttrar vid namn Hnoss och Gersime.

### Andra källor
Od nämns i ytterligare några källor, men endast som heite i kenningar för Freja. Hon är konu Óðs, Óðs mær eller mey. (”Ods kvinna/hustru”, ”mö”.)
- I en skaldestrof från 1100-talets första hälft av Einarr Skúlason förekommer kenningen Óðs beðvina (”Ods sängväninna”, d.v.s. ”hustru”). Kenningen betyder ”Freja” och utvidgas sedan till en kenning för guld: augna regn Óðs beðvinu (”Ods sängväninnas ögons regn”). Strofen, som citeras två gånger av Snorre i Skáldskaparmál 37 och 49, visar att diktaren måste ha känt till någon version av myten om Od och Frejas guldtårar.[8]
- I eddadikten Hyndluljóð råkar jättinnan Hyndla och Freja i luven på varandra, varvid Hyndla i stroferna 47–48 beskyller Freja för att ränna efter Od som geten Heidrun löper efter bockar. Ett problem med stroferna är dock att Od inte dök upp i texten förrän 1883 då Sophus Bugge emenderade æði till Óði och eðlvina till Óðs vina. Som Britt-Mari Näsström har visat var dessa ”rättelser” onödiga, eftersom texten klarar sig utan dem. Men då försvinner Od ur dikten, även om han fortfarande dröjer sig kvar i översättningar.[2]
- I Völuspá 25 sägs gudarna dryfta frågan vem som med svek lovat ”Ods mö” (Óðs mey) till jättarnas ätt.[9] Strofen citeras i Gylfaginning 42, där sammanhanget förklaras. Det rör sig om en byggmästarsägen liknande den om jätten Finn. En jätte hade erbjudit sig att på en enda vinter bygga en borg kring Asgård, men ville i lön ha sol och måne samt Ods mö (Freja) till hustru. Gudarna gick med på förslaget då de tog för givet att ingen kunde klara av ett så stort arbete på så kort tid. Men jätten hade en arbetshäst vid namn Svadilfare, som drog så stora klippblock till bygget att gudarna förskräcktes. De ville ju på inga villkor betala jättens lön. Därför tvingade de Loke att se till så att borgen inte skulle bli klar i tid. Loke, som var hamnskiftare, omskapade sig då till ett erotiskt eggande sto som lockade Svadilfare på avvägar. Så när tiden rann ut var borgporten ännu inte färdig. Då jätten insåg att han blivit lurad uppfylldes han av sådan jättevrede att Tor fann det säkrast att slå ihjäl honom med hammaren. Men Loke hade under äventyret med Svadilfare blivit dräktig och födde senare fölet Sleipner, som kom att bli gudavärldens bästa häst.

## Teorier
Flera forskare, bland dem Jan de Vries, har hävdat att gudarna Od (Óðr) och Oden (Óðinn) är identiska – eller i varje fall från början har varit det. Etymologiskt kommer båda namnen från samma rotord. Namnet Óðinn är en adjektivisk form av Óðr, varför de Vries antog att Óðr är den äldsta formen. Men om Od och Oden har ett gemensamt ursprung bör detta troligen också gälla gudaparen Od–Freja och Oden–Frigg. Ett visst stöd för detta finns i Grímnismál 14, där Oden sägs ta hälften av valplatsens fallna, medan Freja tar andra hälften. Här tycks ju Odens maka heta Freja. Även Hugo Jungner, som i sin forskning utgick från ortnamn, ansåg sig kunna påvisa att Frigg och Freja från början varit identiska, vilket också antyds i en del sena källor, exempelvis Sǫrla þáttr och Sólarljóð. Men etymologiskt är Frigg och Freja helt skilda namn. ”Frigg” hör samman med verbet fría, som betyder ”älska”, medan ”Freja” är avlett av freyr och betyder ”härskarinna”. Vid någon tidpunkt tycks alltså Asgårds härskarinna Frigg och kärleksgudinnan Freja ha råkat blanda ihop sina namn. Troligen var skillnaden dem emellan inte så stor när detta skedde.

### Euhemerism
Uppspaltningen av Od i två gudar var troligen klar redan innan Island bebyggdes. Hos Snorre är Od och Oden helt skilda gestalter och Od är nästan bortglömd. I diktningen har han reducerats till ett heite (som dessutom endast används i kenningar för hans hustru). Någon eddadikt om Ods färder – och Frejas tårar och resor då hon letade efter honom – finns inte. Däremot finns flera berättelser om en kringflackande Oden i den euhemeristiska historieskrivningen, där ”gudarna” sägs ha varit forntida kungar och stormän.
I Ynglingasagan, kapitlen 2 och 3, sägs att ”hövdingen Oden” ofta for på långa färder. ”Oden hade två bröder, Vile och Ve, vilka styrde riket under hans frånvaro. En gång då han farit långt och varit borta länge, trodde asarna att han inte skulle komma tillbaka. Bröderna delade då arvet efter honom, och de tog båda hans hustru Frigg till äkta. Men när Oden kort därefter återvände tog han tillbaka sin hustru.”
Två versioner av en liknande historia står att läsa i Gesta Danorum av Saxo Grammaticus. I första boken, kapitel 7, sägs Oden (latiniserat Otherus) ha gått i frivillig landsflykt sedan hans äktenskap med Frigga börjat knaka i fogarna. En trollkarl vid namn Mithothyn usurperade tronen, men flydde och blev dräpt sedan Oden kommit tillbaka. I tredje boken, kapitel 4, är det i stället en härskare vid namn Ollerus (=Ullr) som tar Odens plats. Också denne Ollerus blev så småningom dräpt.
Det har gissats att Snorres påstående om Ods resor och Frejas tårar skulle vara en variant av dessa berättelser.

### Naturmytologisk tolkning
Berättelsen om Ods frånvaro, och Frejas tårar då hon letar efter honom, kan också tolkas naturmytologiskt. ”Fruktbarhetsgudinnan som sörjande och gråtande söker sin saknade make och sedan gläder sig när han kommer hem är ett välkänt tema i religionshistorien, gärna kopplat till växlingen mellan sommar och vinter”, skriver religionshistorikern Gro Steinsland. Om hösten drar sig fruktbarhetsguden bort från landet, men han återvänder till sin maka om våren, då jorden får nytt liv.
Viktor Rydberg ansåg att Svipdag och Menglöd i Fjölsvinnsmál var identiska med Od och Freja. Menglöd irrade dock inte runt och letade efter sin älskade, som Freja gjorde enligt Snorre, utan stannade i sin borg i hopp om att Svipdag skulle finna henne.